# K. M. Beenamol
Kalayathumkuzhi Mathews Beenamol (* 15. August 1975 in Kombidinjal, Distrikt Idukki, Kerala) ist eine ehemalige indische Leichtathletin.

## Karriere
Beenamol schrieb auch mit ihrem Bruder K. M. Binu Geschichte, als sie als erste indischen Geschwister Medaillen in einem großen internationalen Wettbewerb gewannen. Binu gewann eine Silbermedaille im 800-Meter-Rennen der Männer.

### Olympische Spiele
Bei den Olympischen Sommerspielen 2000 in Sydney war Beenamol weitgehend unbekannt, bis sie als dritte indische Frau nach P. T. Usha und Shiny Wilson, die bei den Olympischen Sommerspielen 1984 in Los Angeles fast die gleiche Leistung über 400 Meter Hürden bzw. über die 800 Meter erzielten, ein olympisches Halbfinale erreichte.

### Asienspiele
Bei den Asienspielen 2002 in Busan gewann sie die Goldmedaille über 800 Meter der Frauen und die 4-mal-400-Meter-Staffel der Frauen.

## Erfolge
| 2000 | Asienmeisterschaften    | Jakarta, Indonesien | Gold   | 4 × 400 m Staffel | 3:31,54 min    |
| 2000 | Asienmeisterschaften    | Jakarta, Indonesien | Silber | 400 m             | 51,41 s        |
| 2002 | Asienspiele             | Busan, Südkorea     | Gold   | 800 m             | 2:04,17 min    |
| 2002 | Asienspiele             | Busan, Südkorea     | Gold   | 4 × 400 m Staffel | 3:30,84 min    |
| 2004 | Olympische Sommerspiele | Athen, Griechenland | 6.     | 4 × 400 m Staffel | 3:26,89 min NR |

## Auszeichnungen
Beenamol wurde im Jahr 2000 für ihre vorbildlichen Leistungen in ihrer sportlichen Laufbahn mit dem Arjuna Award ausgezeichnet. Zusammen mit Anjali Ved Pathak Bhagwat ist sie auch die gemeinsame Gewinnerin der höchsten Sportauszeichnung Indiens, des Rajiv Gandhi Khel Ratna im Jahr 2002–2003. Im Jahr 2004 wurde sie mit dem Padma Shri ausgezeichnet.

## Persönliches
K. M. Beenamol ist mit dem Pathologen Vivek George verheiratet und hat zwei Kinder.